# The Null Corporation
The Null Corporation é uma "gravadora" que tem sido listada nos dois álbuns mais recentes, no último single e no canal do YouTube do Nine Inch Nails. Lançando seus discos somente de maneira digital, o selo não opera no estilo das gravadoras tradicionais e subcontrata a criação de cópias físicas d e seus lançamentos a outras companhias.

## Lançamentos
- Ghosts I-IV
- "Discipline"
- The Slip